# حسين مكي جمعة
حسين مكي جمعة ، (1929- 2024) ، رجل أعمال ونائب سابق في مجلس الأمة الكويتي، في الفصل التشريعي الخامس عام (1975) عن الدائرة السابعة - الدسمة - وحصل علي المركز الثالث ب (1637) صوت، وفاز بالانتخابات.

## عن حياته
ولد حسين مكي جمعة في وسط مدينة الكويت القديمة وتحديدا في حي يسمي "فريج الشيوخ" من عام 1929 ، وتعلم القراءة والكتابة والحساب وحفظ القرآن الكريم على يد الملا "بلال" ثم من بعده في مدرسة "حمادة"، كما تعلم اللغة الإنجليزية معتمداً على نفسه بالمران ، وسافر بعد الدراسة بالسفن الشراعية مدة خمس سنوات إلى الهند وإفريقيا ، وكانت غايته من هذه الرحلة تعلم قيادة السفن وكان عمره في ذلك الوقت لم يتجاوز السابعة عشرة ، وبعد عودته من رحلته بالسفن الشراعية بدأ نشاطه التجاري وقام بفتح محل بالسوق الداخلي القريب من سوق المناخ في العاصمة الكويتية ، وكان يقوم بأعمال المكتب كافة، وكان نشاطه التجارة العامة، وكانت الكويت في هذه فترة الخمسينيات من القرن الماضي مدينة صغيرة والعاملون في التجارة يديرون أعمالهم التجارية بأنفسهم، ولم يكن هناك عمالة وافدة كثيرة ، وكذلك لم تكن الأعمال التجارية قد تشعبت أو تعقدت معاملاتها مثل الآن ، بالرغم من هذه الأحوال قام بتأسيس مكتب للاستيراد والتصدير بالعمولة ، وراجت معه أعماله حتى تحول بعد ذلك في مطلع الستينيات إلى تأسيس الشركات المساهمة ، ومن ثم وركز على العمل في القطاع المصرفي ، حيث شغل منصب عضو مجلس إدارة في البنك الأهلي الكويتي ، وكذلك العضو المنتدب لمدة عشرين عاماً ليصبح بعد ذلك وكيلاً لشركات تأمين كثيرة ، كما سافر إلى الاتحاد السوفيتي عام 1956، ليكون أول كويتي يسافر إلى هناك ويستورد السيارات ، كما نال عضوية غرفة التجارة والصناعة الكويتية في الفترة من 1965 إلى 1983 ، ثم اتجه للعمل السياسي، حيث كان عضواً بمجلس الأمة في فصله التشريعي الرابع عام 1975 ، وعمل مع النائب عبد الله النيباري ونواب آخرين على تأميم النفط الكويتي بشكل كامل ، ونجح بدعم من الحكومة الكويتية في التوصل إلى ذلك القرار التاريخي.

## عضوياته ومناصبه
- رئيس مجلس إدارة شركة الأسماك الكويتية الوطنية 1968 - 1972.
- رئيس مجلس إدارة شركة سحب الألمنيوم بالكويت 1977.
- رئيس مجلس إدارة الشركة العربية الآسيوية للاستثمار 1981.
- رئيس مجلس إدارة البنك العربي الدولي 1982.
- عضوية مجلس إدارة الشركة الكويتية للاستثمار 1962 - 1965.
- عضوية مجلس إدارة الشركة الأهلية للتأمين 1962 - 1965.
- عضو مجلس إدارة شركة البترول الوطنية الكويتية 1974 - 1975.
- عضو مجلس إدارة المجموعة الاستثمارية العقارية الكويتية.

## المناصب التجارية
- اتحاد المصارف العربية والفرنسية – باريس - 1969.
- يوباف بنك محدود – لندن 1974.
- يوباف البنك العربي الأمريكي – نيويورك 1976.
- البنك العربي الماليزي للتنمية – كوالالمبور 1975 - 1981.
- شركة اللؤلؤ – لوكسمبورج 1980.
- أرتوك بنك أند ترست ليمتد – باهماز 1975.

## انتخابات مجلس الأمة
| الانتخابات    | الدائرة الانتخابية       | المركز            | عدد الأصوات | النتيجة |
| ------------- | ------------------------ | ----------------- | ----------- | ------- |
| انتخابات 1963 | الدائرة السابعة - الدسمة | المركز العاشر     | 308 صوت     | خسر     |
| انتخابات 1967 | الدائرة السابعة - الدسمة | المركز الثاني عشر | 435 صوت     | خسر     |
| انتخابات 1971 | الدائرة السابعة - الدسمة | المركز السابع     | 708 صوت     | خسر     |
| انتخابات 1975 | الدائرة السابعة - الدسمة | المركز الثالث     | 1,637 صوت   | فاز     |
| انتخابات 1985 | الدائرة الرابعة - الدعية | المركز الثالث     | 794 صوت     | خسر     |

## مساهماته الصحية
- مركز حسين مكي الجمعة للجراحة التخصصية (والذي أصبح لاحقا مركز الكويت لمكافحة السرطان) والذي تبرع في بناءه ضمن منطقة الصباح الطبية التخصصية وكلف 7.500.000 (سبعة ملايين وخمسمائة ألف دينار) ، بمساحة إجمالية للبناء قدرت ب 11000م2 تقريباً ، والذي يتكون من سرداب ودور أرضي ودور أول ودور ثاني ، وتم إفتتاحه وتقديم الخدمات العلاجية فيه في يونيو 1982م.